# 3. Feldartillerie-Brigade (Deutsches Kaiserreich)
Die 3. Feldartillerie-Brigade war ein Großverband der Preußischen Armee.

## Geschichte
Am 16. Juni 1864 entstand die  Brigade durch Trennung der Feldartillerie von der Festungsartillerie, mit der beide Teile  zu Regimentern zusammengefasst und der ehemalige Stab der Pommerschen Artillerie-Brigade Nr. 2   zur neu aufgestellten Brigade formiert wurde.  Am 12. August 1864 mit der Bezeichnung 2. Artillerie-Brigade versehen, wurde sie am 18. Juli 1872 in 2. Feldartillerie-Brigade umbenannt.
Die vorläufige Organisation der Feldartillerie aus dem Jahre 1872 erhielt am 7. Mai 1874 durch Allerhöchstes Kabinettsordre eine endgültige Bestimmung mit der Folge, dass die Bezeichnungen Korps- und Divisions-Artillerie abgelegt und jedes Regiment mit einer eigenen Nummer versehen wurde. Durch Kabinetts-Ordre vom 14. März 1889 wurden die Feldartillerie-Inspektionen aufgelöst  und die Feldartillerie-Brigaden direkt dem Armee-Korps unterstellt. Zum 1. Oktober 1899 wurde die Brigade in 3. Feldartillerie-Brigade umbenannt und am 16. Februar 1917 zum Artillerie-Kommandeur 3 umfunktioniert. Diesem oblag die taktische Führung der gesamten Feld- und schweren Artillerie. 
Sie war Teil der 3. Division, die dem II. Armee-Korps in Stettin zugeordnet war.

### Gliederung
- 1864 bis 1872

Pommersches Feldartillerie-Regiment Nr. 2 und Pommersches Festungsartillerie-Regiment Nr. 2
- 1872 bis 1874

Pommersches Feldartillerie-Regiment Nr. 2 Korps-Artillerie, Pommersches Feldartillerie-Regiment Nr. 2 Divisions-Artillerie
- 1874 bis 1890

1. Pommersches Feldartillerie-Regiment Nr. 2, 2. Pommersches Feldartillerie-Regiment Nr. 17
- 1891 bis 1899

Wie vor, zusätzlich Pommersches Train-Bataillon Nr. 2
- 1899 bis 1914

1. Pommersches Feldartillerie-Regiment Nr.2 und Vorpommersches Feldartillerie-Regiment Nr.38
- Kriegsgliederung bei Mobilmachung 1914

Wie vor
- Kriegsgliederung am 24. Februar 1918

Vorpommersches Feldartillerie-Regiment Nr.38

### Erster Weltkrieg
Die Brigade kämpfte im Verband der 3. Division bis Dezember 1917 an der Ostfront und wurde am 16. Februar 1917 in Artillerie-Kommandeur Nr. 3 umfunktioniert.
Von April 1918 an bis zum Kriegsende wurde die Brigade im Verband der 87. Infanterie-Division an  der Westfront eingesetzt. 
Zu den Kampfhandlungen, Gefechten und Schlachten siehe Kampfgeschehen der 3. Division und Kampfgeschehen der 87. Infanterie-Division.

### Brigadekommandeure
| Name                 | Datum                                |
| -------------------- | ------------------------------------ |
| Moritz Dietz         | 1. Oktober 1899 bis 15. Juni 1900    |
| Paul Zunker          | 16. Juni 1900 bis 27. November 1905  |
| Ernst Blauel         | 28. November 1905 bis 19. April 1909 |
| Georg Fallier        | 20. April 1909 bis 27. November 1911 |
| Franz Rhazen         | 28. November 1911 bis 12. April 1914 |
| Alfred von Stamford  | 13. April 1914 bis 15. Juni 1915     |
| Otto Großkreutz      | 16. Juni 1915 bis 9. Juni 1916       |
| Alfred von Stamford  | 10. Juni 1916 bis 9. April 1917      |
| Konstantin Jablonsky | 10. April 1917 bis 1. Juni 1918      |
| Oskar Krampff        | 2. Juni 1918 bis Kriegsende          |